# Marina Gonçalves
Marina Sola Gonçalves (ur. 23 kwietnia 1988 w m. Caminha) – portugalska polityk i prawniczka, deputowana, sekretarz stanu, w latach 2023–2024 minister mieszkalnictwa.

## Życiorys
W 2010 ukończyła studia prawnicze na Uniwersytecie w Porto, w 2013 na tej samej uczelni uzyskała magisterium z prawa administracyjnego. Podjęła praktykę w zawodzie adwokata. Zaangażowała się w działalność polityczną w ramach Partii Socjalistycznej. W 2015 została doradczynią sekretarza stanu Pedra Nuno Santosa. W latach 2018–2019 kierowała jego gabinetem politycznym (również po mianowaniu Pedra Nuno Santosa ministrem). W 2019 została wybrana do Zgromadzenia Republiki. Mandat poselski uzyskiwała następnie w kolejnych wyborach w 2022, 2024 i 2025.
W 2020 powołano ją na sekretarza stanu do spraw mieszkalnictwa, po wyborach z 2022 i utworzeniu trzeciego rządu Antónia Costy pozostała na tym stanowisku. W styczniu 2023 w tym samym gabinecie objęła urząd ministra mieszkalnictwa. Funkcję tę pełniła do kwietnia 2024.